# De Døves Kirke
Døves Kirke ligger på Falkoner Allé 132, i Frederiksberg Kommune.

## Historie
Kirken er tegnet af Emil Jørgensen i nationalromantisk stil. Kirken har indgang fra Ågade.

## Kirkebygningen
- Indgang fra Ågade
- Relief over indgang

## Interiør
Tekst mangler, hjælp os med at skrive teksten

## Gravminder
Tekst mangler, hjælp os med at skrive teksten

## Eksterne kilder og henvisninger
- De Døves Kirke Arkiveret 16. februar 2019 hos  Wayback Machine hos KortTilKirken.dk